# Петар Шелохонов

Петар Иларионович Шелохонов (рус. Пётр Илларио́нович Шелохо́нов, блр. Пятро Ларывонавіч Шэлахонаў, укр. Петро Іларіонович Шелохонов) био је руски глумац рођен 15. августа 1929. године у Пољској, а преминуо 15. септембра 1999. године у Санкт Петербургу (Русија).

## Биографија

### Сибир
Почетак глумачке каријере је била ограничена у Сибир, где Петар Шелохонов био под сумњом да је као и многе друге преживеле, који су држали нацистима у окупираној територији за време Другог светског рата. Успео је да преживи кроз најгрубљи реалности живота под совјетским комунизмом, али он није престао говори смешне политичке вицеве о совјетском руководству, тако да када је његов слободан живахан хумор наљутио хард бродова, многа врата затворена. Преселио се у сибирском граду Иркутску и студирао глуму у Драмском Иркутска школи, дипломирао је 1960, као глумац Петр био припадник Државне Иркутска драмског позоришта од 1957 до 1962. Тамо је створио низ ликова, од совјетских хероја из радничке класе на Хамлета у представи Шекспировог.
Од 1962 до 1968, Петар Шелохонов радио као глумац и режисер на Чехова драмског позоришта у граду Таганрог, Русије Постоји створио водећу улогу у новим продукцијама таквих класичних комада Антона Чехова као ујак. Вања у "Ујка Вања" (Дядя Ваня ), Иванов у "Иванову" (Иванов ), Тузенбацх у "Три сестре" (Три сестры ), а у Треплев (Чаика ). У "Вишњик", који је ко- режирао, он је такође играо две супротстављене знакове на различитим ноћи, наизменично улоге као Гаиев, као и Лопакхин. Петар Шелохонов такође појавио као у Сатин (" На дне ") Максима Горког и као "Державин у Пријатељи" и годинама Леонид Зорин. Његова омиљена улога тог периода био је Платонов у истоименој драми Антона Чехова. Године 1967, за 50 година од комунистичке револуције, Петар Шелохонов је наредио совјетске Комунистичке партије Лењина да опише у неколико представа, ред нико не може приговорити у Совјетском Савезу. Дакле, Петар Шелохонов приказују Лењина у стилу сатире, која је разјарила комунисте, али је заједнички гледаоцима осмех.

### Москва
Године 1967, он је направио свој ТВ деби у Москви која се појављује у главној улози, као незнаном јунаку у корацима ТВ филм са Сунцем (Шаги в солнце ) који је премијерно на СССР националне телевизије у 1967. Успешни наступа на телевизији је Петар Шелохонов позната великих филмских студија и убрзо је направио свој деби на великом екрану у филму под називом " Хидден Енеми " (1968 ). Петар Шелохонов играо леп шпијун, који је кришом убија људе и инфилтрира совјетску Обични носи совјетску униформу капетана. Филм издање се поклопило са правом напада на Совјетски лидер Брежњева од стране наоружаног човека који је продро Кремља носи совјетску униформу. Брежњевљевог Шеф полиције Н. А. Щёлоков написао бесно писмо совјетске Комунистичке партије тражећи да се овај " анти - совјетски " филм мора да буде забрањен. Одмах је филм забрањен и Петар Шелохонов био цензурисан. Тадафилм је промењен и поново направио за пуштање касније у 1969 сада под називом Развиазка (1969 ). У њемушпијун, игра поново Петар Шелохонов, носи белу кошуљу уместо совјетску униформу, јерсовјетски КГБ наредио филмаџије да такве промене .

### Санкт Петербург
У 1989 - 1992 Петр Шелохонов играо водећу улогу у међународној производњи "фото-финиш", сценарио и режија Петр Устинов.
Године 1993, Петр Шелохонов режирао сценску продукцију једне америчке представе "Изабела" о јеврејске девојчице која је преживела концентрациони логор Аушвиц. Аутор Ирвин Лејтнер и Изабела су били присутни на премијери у Санкт Петерабург, Русија. У представи, после страдања у логору и смрти у пећи, у завршној сцени сви затвореници долазе из ватре жив и придружи изазвали сузе у публици, на музику Моцартовог Реквијема. Ова метафора опстанка направљен и режији Петра Шелохонов.
Године 1996 Петр Шелохонов бачен у холивудском филму "Ана Карењина", заснован на роману Лава Толстоја. Екипа као снимање у Палате царског, музејима и парковима Санкт-Петербурга. Петр Шелохонов је снимао са таквим партнерима, као и Софи Марсо, Шон Бин, Миа Киршнер, Џејмс Фокс, Дени Хјустон и други.

## Филмографија
1. 1997 — Ана Карењина — Капитонич
2. 1997 — Пассажирка — Путник
3. 1992 — Ричард II — Лорд Маршал
4. 1991 — Мой лучший друг, генерал Василий, сын Иосифа — Пулковник Савиних
5. 1988 — Хлеб — имя существительное — Аким Акимов
6. 1986 — Красная стрела — Юсов
7. 1985 — Софья Ковалевская — Академик Иван Сеченов
8. 1982 — Ференц Лист — Кнез Вијељгорски
9. 1981 — Жизнь и приключения четырех друзей 3/4 — Домаћин
10. 1981 — Это было за Нарвской заставой — Григориј
11. 1981 — 20-е декабря — Зарудни
12. 1981 — Синдикат 2 — Фомичев
13. 1981 — Правда лейтенанта Климова — Червоненко
14. 1980 — Жизнь и приключения четырех друзей 1/2 — Домаћин
15. 1978 — Всё решает мгновенье — Матвеев, начальник спорткомитета
16. 1976 — Виталий Бианки — Рассказчик — ведущий
17. 1976 — Меня это не касается — Пулковник Панкратов
18. 1975 — Обретёшь в бою — Николай Александрович Сергеев
19. 1974 — Ответная мера — Сергей Иванович Пересада
20. 1973 — Гроссмейстер — Федор Матвеевич
21. 1972 — Такая длинная, длинная дорога — Комесар
22. 1972 — Укрощение огня — Михаил Карелин
23. 1971 — Даурия — Северјан Улибин
24. 1970 — Ференц Лист — Композитор Михаил Глинка
25. 1970 — А зори здесь тихие — Васков
26. 1969 — Развязка — Владимир Сотников
27. 1968 — Три года — Алексей Лаптев
28. 1967 — Шаги в Солнце — непознати војник